# المخفر الهادئ
المخفر الهادئ (بالروسية: Тихая застава)، هي فيلم سينمائي روسي من نوع أكشن وحرب، والذي أخرجه سيرغي ماخوفيكوف، حيث عرضت سنة 2011م، صورت الفيلم في مدينة نوفوروسياسك والمناطق المحيطة بها في روسيا الاتحادية، وتدور القصة حول تعرض أرض طاجيكستان للحرب الأهلية عام 1993م، واشتباكات مسلحة بين الجيش الروسي الإتحادي لمقر القوات السوفيتية المنحلة عند الحدود الطاجيكية الأفغانية وبين الفصائل الطاجيكية المعادية للروس.

## قصة
قصة الفيلم تستند على أحداث حقيقية بتاريخ 13 يوليو سنة 1993م، والذي يعرف المعركة على المخفر الروسي رقم 12، وحدثت بعد تفكك الاتحاد السوفييتي سنة 1991م، رصدت القوات الحرس الحدود الروسية لمراقبة الحدود الطاجيكية الأفغانية من الحدود الدولية للبلدان الآسيوية المستقلة، والتي تهدف بمنع نقل الأسلحة والمخدرات وتهريب الأموال إلى الأطراف المتحاربة، وكان يشرف على هذه العملية القائد بانكوف.